# Jorge Benjamín González Sauceda
Jorge Benjamín González Sauceda es un deportista mexicano que compite en atletismo adaptado. Ganó una medalla de bronce en los Juegos Paralímpicos de Londres 2012 en la prueba de 400 m (clase T12).

## Palmarés internacional
| Juegos Paralímpicos | Juegos Paralímpicos   | Juegos Paralímpicos | Juegos Paralímpicos |
| Año                 | Lugar                 | Medalla             | Prueba              |
| ------------------- | --------------------- | ------------------- | ------------------- |
| 2012                | Londres (Reino Unido) | Medalla de bronce   | 400 m T12           |